# Kirin Kiki
Pour les articles homonymes, voir Kiki.
Kirin Kiki (樹木 希林, Kiki Kirin), nom de scène de Keiko Uchida (内田 啓子, Uchida Keiko), née le 15 janvier 1943 à Tokyo et morte le 15 septembre 2018 dans la même ville, est une actrice japonaise.

## Biographie
Kirin Kiki nait à Tokyo en 1943 dans une famille de musiciens. Elle commence sa carrière d'actrice dans la compagnie théâtrale Bungakuza basée à Shinjuku dans les années 1960. Elle gagne en popularité dans les années 1970 en tant qu'actrice de télévision dans des séries comiques comme Jikan desu yo ou Terauchi Kantarōikka, série dans laquelle elle incarne un personnage âgé bien qu'elle n'ait alors que trente-et-un ans.
En 1977, elle adopte le nom de scène de Kirin Kiki. À partir des années 1980, elle travaille régulièrement avec des réalisateurs renommés comme Seijun Suzuki, Kon Ichikawa, Kihachi Okamoto, Masahiro Shinoda ou encore Tadashi Imai,. Elle remporte deux prix de la meilleure actrice à la Japan Academy pour ses interprétations dans Tokyo Tower: Mom and Me, and Sometimes Dad de Jōji Matsuoka (2007) et dans Waga haha no ki de Masato Harada (2012) ainsi que de nombreuses récompenses pour son rôle de grand-mère facétieuse dans Still Walking de Hirokazu Kore-eda (2008).
Diagnostiquée d'un cancer du sein en 2004,, Kirin Kiki meurt le 15 septembre 2018 à son domicile dans l'arrondissement de Shibuya à Tokyo, à l'âge de 75 ans. Elle est inhumée au cimetière du temple Korin-ji à Minato, arrondissement de Tokyo.

### Famille
En 1964, Kirin Kiki a épousé l'acteur Shin Kishida (1939-1982), mais ils se séparent en 1968. En 1973, elle s'est remariée avec l'acteur et chanteur Yūya Uchida (1939-2019), avec qui elle a eu une fille, devenue actrice : Yayako Uchida (ja) (née le 11 février 1976).

## Filmographie partielle

### Au cinéma

#### Années 1960
- 1966 : Zoku Yoidore hakase (続・酔いどれ博士?) d'Akira Inoue : Fumiko
- 1966 : Le Lac des larmes (湖の琴, Mizuumi no koto?) de Tomotaka Tasaka : Kayo Sugumo
- 1967 : Tabiji (旅路?) de Shinji Murayama (ja)  : Chie
- 1968 : Aniki no koi bito (兄貴の恋人?) de Shirō Moritani : Sanae
- 1968 : Konto 55-gō to Suizenji Kiyoko no kamisama no koibito (コント55号と水前寺清子の神様の恋人?) de Yoshitarō Nomura : Aiko Yamagami
- 1969 : Kureijī no dai bakuhatsu  (クレージーの大爆発?) de Kengo Furusawa

#### Années 1970
- 1970 : C'est dur d'être un homme : Le Grand Amour (男はつらいよ フーテンの寅, Otoko wa tsurai yo: Fūten no Tora?) d'Azuma Morisaki (en) : servante à Shinshū
- 1974 : Abayo dachikō (あばよダチ公?) de Yukihiro Sawada
- 1974 : La Lanterne rouge (赤ちょうちん, Aka chōchin?) de Toshiya Fujita
- 1974 : Le Vaurien : la guerre des territoires (悪名 縄張荒らし, Akumyo: shima arashi?) de Yasuzō Masumura : Oshige
- 1974 : Honō no shōzō (炎の肖像?) de Toshiya Fujita et Akira Katō
- 1975 : Mamushi to aodaishō (まむしと青大将?) de Sadao Nakajima : Kiku Matsukawa
- 1975 : Za.Dorifutazu no kamo da!! Goyo da!! (ザ・ドリフターズ　カモだ！！御用だ！！?) de Masaharu Segawa : Tomiko
- 1976 : Eden no umi (エデンの海?) de Katsumi Nishikawa : Orittsan
- 1976 : Sachiko no sachi (サチコの幸?) de Kazunari Takeda : Momoe
- 1977 : Onna kyōshi (女教師?) de Noboru Tanaka : Yuriko Yokoyama
- 1977 : Orin la proscrite (はなれ瞽女おりん, Hanare goze Orin?) de Masahiro Shinoda : Tama Ichise
- 1977 : Wani to ōmu to ottosei (ワニと鸚鵡とオットセイ?) de Shigeyuki Yamane : Mary
- 1979 : Taro, le fils du dragon (龍の子太郎, Tatsu no ko Tarō?) de Kirio Urayama : Yamanba (voix)
- 1979 : Sochō no kubi (総長の首?) de Sadao Nakajima
- 1979 : Kindaichi Kosuke no boken (金田一耕助の冒険?) de Nobuhiko Ōbayashi : Tane
- 1979 : Kamisamaga kureta akanbō (神様のくれた赤ん坊?) de Yōichi Maeda : la femme qui amène un garçon

#### Années 1980
- 1980 : Mélodie tzigane (ツィゴイネルワイゼン, Tsigoineruwaizen?) de Seijun Suzuki : Kimi
- 1980 : Tosa no ippon tsuri (土佐の一本釣り?) de Yōichi Maeda : Fuki
- 1981 : Nogiku no haka (野菊の墓?) de Shin'ichirō Sawai : Omasu
- 1982 : La Nouvelle de la classe (転校生, Tenkōsei?) de Nobuhiko Ōbayashi : Naoko Saitō
- 1982 : Keiji monogatari (刑事物語?) de Yūsuke Watanabe : Sumi Yashiro
- 1982 : Santō kōkōsei (三等高校生?) de Yūsuke Watanabe
- 1983 : Amagi goe (天城越え?) de Haruhiko Mimura : la femme de Ryosaku
- 1983 : Furusato (ふるさと?) de Seijirō Kōyama : Yoshi
- 1985 : Capone ou les larmes de crocodile (カポネ大いに泣く, Kapone ōi ni naku?) de Seijun Suzuki : Sene Tachikawa
- 1985 : Sabishinbō (さびしんぼう?) de Nobuhiko Ōbayashi : Terue Amano
- 1985 : Yumechiyo nikki (夢千代日記?) de Kirio Urayama : Kikuyakko
- 1988 : Kyōshū (郷愁?) de Takehiro Nakajima : Mine Kamioka
- 1988 : La Grue (つる 鶴, Tsuru?) de Kon Ichikawa : Yura
- 1989 : Kaze no Matasaburō: Garasu no manto (風の又三郎 ガラスのマント?) de Shun’ya Itō : Otane

#### Années 1990
- 1990 : Donmai (ドンマイ?) de Seijirō Kōyama : Hanako
- 1991 : Le Grand Enlèvement (大誘拐, Dai yūkai?) de Kihachi Okamoto : Kura 'Ku-chan' Nakamura
- 1991 : Guerre et jeunesse (戦争と青春, Sensō to seishun?) de Tadashi Imai : Etsuko Onoki
- 1992 : Za chūgaku kyōshi (ザ・中学教師?) de Hideyuki Hirayama
- 1992 : Un jour étincelant (いつかギラギラする日, Itsuka giragira suru hi?) de Kinji Fukasaku
- 1993 : Yume no onna (夢の女?) de Bandō Tamasaburō V : Omatsu
- 1994 : Rampo (らんぽ, Ranpo?) de Rintarō Mayuzumi : femme au foyer / femme de ménage
- 1995 : Toki no kagayaki (時の輝き?) de Yūzō Asahara : Nagashima
- 1995 : San tabi no kaikyō  (三たびの海峡?) de Seijirō Kōyama
- 1996 : Oishinbo (美味しんぼ?) d'Azuma Morisaki
- 1997 : Koi to hanabi to kanransha (恋と花火と観覧車?) de Hakaru Sunamoto : Sanae Mita
- 1997 : Hissatsu shimatsunin (必殺始末人?) de Shigeru Ishihara (jp) : Otora
- 1997 : Ashita heno kakehashi (マグニチュード 明日への架け橋?) de Hiroshi Sugawara
- 1999 : 39 keihō dai sanjūkyū jō (＜３９＞ ［刑法第三十九条］?) de Yoshimitsu Morita : Shigure Nagamura

#### Années 2000
- 2000 : La Ville murmurée (ざわざわ下北沢, Zawa-zawa Shimokita-zawa?) de Jun Ichikawa : fan de Kyushiro
- 2001 : Drug (ドラッグ?) de Hiroshi Sugawara : Yoshie Hirakawa
- 2001 : Tokyo Marigold (東京マリーゴールド, Tōkyō Marīgōrudo?)  de Jun Ichikawa : Ritsuko Sakai
- 2001 : Danbōru hausu gāru (ダンボール・ハウスガール?) de Masako Matsūra
- 2001 : Pistol Opera (ピストルオペラ, Pisutoru opera?) de Seijun Suzuki : Rin
- 2002 : Inochi (命?) de Tetsuo Shinohara : la mère
- 2002 : Returner (リターナー, Ritānā?) de Takashi Yamazaki : Honda
- 2002 : Yoru o kakete (夜を賭けて?)
- 2003 : Hotaru no hoshi (ほたるの星?) de Hiroshi Sugawara : directrice
- 2004 : Han'ochi (半落ち?) de Kiyoshi Sasabe : Yasuko Shimamura
- 2004 : Kamikaze Girls (下妻物語, Shimotsuma monogatari?) de Tetsuya Nakashima : la grand-mère de Momoko
- 2004 : Izo (イゾウ?) de Takashi Miike
- 2006 : Chekeraccho!! (チェケラッチョ!!?) de Rieko Miyamoto : Chisa Haebaru
- 2006 : Brave Story (ブレイブ・ストーリー, Bureibu sutōrī?) de Kōichi Chigira : Onba (voix)
- 2006 : Akai kujira to shiroi hebi (赤い鯨と白い蛇?) de Yoshiko Senbon : Midori Ohara
- 2007 : Tokyo Tower: Mom and Me, and Sometimes Dad (東京タワー 〜オカンとボクと、時々、オトン〜, Tōkyō tawaa ~ okan to boku to, tokidoki, oton ~?) de Jōji Matsuoka : Eiko Nakagawa
- 2007 : Saidokā ni inu (サイドカーに犬?) de Kichitarō Negishi : grand-mère Tome
- 2008 : Miyagino (宮城野?) de Tatsuji Yamazaki : Okami
- 2008 : Still Walking (歩いても 歩いても, Aruitemo aruitemo?) de Hirokazu Kore-eda : Toshiko Yokoyama
- 2008 : Za shōto fuirumuzu: Minna, hajime wa kodomo datta

#### Années 2010
- 2010 : Arrietty, le petit monde des chapardeurs (借りぐらしのアリエッティ, Karigurashi no Arietti?) de Hiromasa Yonebayashi : Haru (voix)
- 2010 : Villain (悪人, Akunin?) de Lee Sang-il : Fusae Shimizu
- 2010 : Gōsuto mō ichi do dakishimetai (ゴースト もういちど抱きしめたい?) de Tarō Ōtani
- 2011 : Ōki-ke no tanoshii ryokō: Shinkon jigoku-hen (大木家のたのしい旅行 新婚地獄篇?) de Ryūichi Honda
- 2011 : Hanezu, l'esprit des montagnes (朱花の月, Hanezu no tsuki?) de Naomi Kawase : la mère de Takumi
- 2011 : I Wish, nos vœux secrets (奇跡, Kiseki?) de Hirokazu Kore-eda : Hideko Osako
- 2012 : Waga haha no ki (わが母の記?) de Masato Harada : Yae
- 2012 : Tsunagu (ツナグ?) de Yūichirō Hirakawa : Aiko
- 2013 : Yakusoku: Nabari dokubudōshu jiken shikeishū no shōgai (約束 名張毒ぶどう酒事件 死刑囚の生涯?) de Jun'ichi Saitō : Tatsuno Okunishi
- 2013 : Tel père, tel fils (そして父になる, Soshite chichi ni naru?) de Hirokazu Kore-eda : Riko Ishizeki
- 2015 : Notre petite sœur (海街diary, Umimachi daiarī?) de Hirokazu Kore-eda : Fumiyo Kikuchi
- 2015 : Les Délices de Tokyo (あん, An?) de Naomi Kawase : Tokue
- 2015 : Kakekomi (駆込み女と駆出し男, Kakekomi onna to kakedashi otoko?) de Masato Harada : Genbee
- 2016 : Après la tempête (海よりもまだ深く, Umi yori mo mada fukaku?) de Hirokazu Kore-eda : Shinoda Yoshiko
- 2016 : Rage (怒り, Ikari?) de Lee Sang-il
- 2018 : Mori no iru basho (モリのいる場所?) de Shūichi Okita
- 2018 : Une affaire de famille (万引き家族, Manbiki kazoku?) de Hirokazu Kore-eda
- 2018 : Dans un jardin qu'on dirait éternel (日日是好日, Nichinichi kore kōjitsu?)[7] de Tatsushi Ōmori : professeur Takeda
- 2019 : Cherry Blossoms et merveilleux démons (Kirschblüten & Dämonen) de Doris Dörrie : la grand-mère de Yu
- 2019 : Erika 38 (エリカ38?) de Yuichi Hibi

### À la télévision
- 1964 - 1966 : Shichinin no mago (七人の孫?) (série TV)
- 1970 : Jikan desu yo (時間ですよ?) (série TV de 120 épisodes)[8]
- 1974 - 1975 : Terauchi Kantarōikka (寺内貫太郎一家?) (série TV)
- 1980 - 1985 : Shadow Warriors (服部半蔵 影の軍団, Hattori Hanzō: Kage no gundan?) : Orin (série TV)
- 1991 : Downtown Tantei-gumi '91 (ダウンタウン探偵組'91?) (série TV de 10 épisodes)[8]
- 1995 : Kagayake! Rintaro (輝け！隣太郎?) (série TV de 12 épisodes) : Rin[8]
- 1996 : Garasu no kakera-tachi (硝子のかけらたち?) (série TV)
- 2000 : Aoi Tokugawa sandai (葵 徳川三代?) (série TV)

## Distinctions
Sauf indication contraire, les informations mentionnées dans cette section peuvent être confirmées par la base de données cinématographiques IMDb,  présente dans la section « Liens externes ».

### Récompenses
- 2005 : prix de la meilleure actrice dans un second rôle pour ses interprétations dans Hotaru no hoshi, Han-ochi et Kamikaze Girls au festival du film de Yokohama
- 2007 : Nikkan Sports Film Award de la meilleure actrice dans un second rôle pour son interprétation dans Tokyo Tower: Mom and Me, and Sometimes Dad[9]
- 2008 : prix de la meilleure actrice pour son interprétation dans Tokyo Tower: Mom and Me, and Sometimes Dad aux Japan Academy Prize[10]
- 2008 : Hōchi Film Award de la meilleure actrice dans un second rôle pour son interprétation dans Still Walking[11]
- 2008 : prix de la meilleure actrice pour son interprétation dans Still Walking au festival des trois continents[12]
- 2009 : Prix Blue Ribbon de la meilleure actrice dans un second rôle pour son interprétation dans Still Walking[13]
- 2009 : prix Kinema Junpō de la meilleure actrice dans un second rôle pour son interprétation dans Still Walking
- 2011 : prix de la meilleure actrice dans un second rôle pour son interprétation dans Villain aux Japan Academy Prize[14]
- 2012 : Nikkan Sports Film Award de la meilleure actrice dans un second rôle pour ses interprétations dans Waga haha no ki et Tsunagu[9],[15]
- 2013 : prix de la meilleure actrice pour son interprétation dans Waga haha no ki aux Japan Academy Prize[16]
- 2015 : Prix Asia Pacific Screen de la meilleure actrice pour son interprétation dans Les Délices de Tokyo[17]
- 2015 : Hōchi Film Award de la meilleure actrice pour son interprétation dans Les Délices de Tokyo[11]
- 2016 : prix d'honneur pour l'ensemble de sa carrière aux 10e Asian Film Awards[18]
- 2016 : Grand prix spécial au 37e festival du film de Yokohama[19]
- 2018 : Chlotrudis Award de la meilleure actrice dans un second rôle pour son interprétation dans Après la tempête
- 2018 : Hōchi Film Award de la meilleure actrice dans un second rôle pour son interprétation dans Dans un jardin qu'on dirait éternel[11]
- 2018 : Nikkan Sports Film Award de la meilleure actrice dans un second rôle pour ses interprétations dans Une affaire de famille, Mori no iru basho et Dans un jardin qu'on dirait éternel[9],[20]
- 2019 : prix de la meilleure actrice dans un second rôle pour son interprétation dans Une affaire de famille aux Japan Academy Prize[21]
- 2019 : prix spécial Kinema Junpō[22]

### Nominations
- 1986 : prix de la meilleure actrice dans un second rôle pour son interprétation dans Yumechiyo nikki aux Japan Academy Prize[23]
- 1989 : prix de la meilleure actrice dans un second rôle pour ses interprétations dans Kyōshū et La Grue aux Japan Academy Prize[24]
- 1992 : prix de la meilleure actrice dans un second rôle pour ses interprétations dans Le Grand Enlèvement et Guerre et jeunesse aux Japan Academy Prize[25]
- 1994 : prix de la meilleure actrice dans un second rôle pour son interprétation dans Yume no onna aux Japan Academy Prize[26]
- 2003 : prix de la meilleure actrice dans un second rôle pour son interprétation dans Returner aux Japan Academy Prize[27]
- 2005 : prix de la meilleure actrice dans un second rôle pour son interprétation dans Han-ochi aux Japan Academy Prize[28]
- 2009 : prix de la meilleure actrice dans un second rôle pour son interprétation dans Still Walking aux Japan Academy Prize[29]
- 2016 : prix de la meilleure actrice pour son interprétation dans Les Délices de Tokyo aux Japan Academy Prize[30]
- 2019 : prix de la meilleure actrice dans un second rôle pour son interprétation dans Dans un jardin qu'on dirait éternel aux Japan Academy Prize[21]

## Voix françaises
- Monique Clémont dans Les Délices de Tokyo (2015)
- Frédérique Cantrel dans Notre petite sœur (2015)